# Фицджеральд, Джон (пятиборец)
Джон Дэ́вид Фицдже́ральд (англ. John David Fitzgerald; род. 16 июля 1948, Чикаго, Иллинойс) — американский пятиборец, участник двух летних Олимпийских игр, серебряный призёр чемпионата мира 1975 года в командном первенстве. трёхкратный чемпион США по современному пятиборью, двукратный чемпион США по триатлону.

## Спортивная биография
Первоначально Фицджеральд занимался плаванием, но затем перешёл в современное пятиборье. В 1972 году Джон Фицджеральд дебютировал на летних Олимпийских играх в Мюнхене. В индивидуальных соревнованиях американский пятиборец набрал 5070 очков и занял 11-е место. В командных соревнованиях американская сборная с Джоном в составе набрала 14 802 очка, что позволило ей занять лишь 4-е место, отстав от третьего места всего на 10 очков. В 1975 году Джон в составе сборной США стал серебряным призёром чемпионата мира в командном первенстве.
Во второй раз на летних Олимпийских играх Фицджеральд выступил в 1976 году на Играх в Монреале. В личном зачёте американский спортсмен набрал 5286 очков и занял 6-е место. Джон мог побороться и за призовое место, но на итоговый результат особенно повлияло его неудачное выступление в конном спорте, где он показал только 27-й результат. В командном первенстве американская сборная, набрав 15 285 очков, осталась на 5-м месте.
Фицджеральд трижды становился чемпионом США в современном пятиборье (1973, 1974, 1980), а также дважды чемпионом страны в триатлоне (1971, 1973).
Джон Фицджеральд включён в зал спортивной славы Чикаголенда.